# Маринин, Олег Николаевич
Олег Николаевич Маринин (род. 18 января 1966) — советский и российский хоккеист, нападающий. Мастер спорта СССР.

## Биография
Воспитанник московского «Динамо», первый тренер Юрий Крылов. Дебютировал в первенстве СССР в фарм-клубе — «Динамо» Харьков в сезоне первой лиги 1985/86, 18 ноября 1985 провёл единственный матч за московское «Динамо». Из-за несложившихся отношений с Юрием Моисеевым перешёл в «Спартак». Выступал за ЦСКА (1989/90), «Динамо» Харьков (1991/92), «Спартак» (1992/93, 1995/96), «Каликс» (Швеция, 1993/94).